# Петровский (Нурлатский район)
Петровский (тат. Петровский, чув. Петрель) — посёлок в Нурлатском районе Республики Татарстан России. Входит в состав Елаурского сельского поселения.

## География
Посёлок находится в южной части Татарстана, в лесостепной зоне, в пределах Западного (Низкого) Закамского геоморфологического района, на правом берегу реки Тимерлек, при автодороге 16К-1283, на расстоянии примерно 31 километра (по прямой) к северо-западу от города Нурлат, административного центра района. Абсолютная высота — 88 метров над уровнем моря.

### Климат
Климат характеризуются как умеренно континентальный, с холодной продолжительной зимой и тёплым летом. Среднегодовая температура воздуха составляет 3,8 °С. Средняя температура воздуха самого холодного месяца (января) — −11,8 °C; самого тёплого месяца (июля) — 19,5 °C. Среднегодовое количество атмосферных осадков составляет 517 мм, из которых около 365 мм выпадает в период с апреля по октябрь. Снежный покров держится в течение 152 дней.

### Часовой пояс
Посёлок Петровский, как и весь Татарстан, находится в часовой зоне МСК (московское время). Смещение применяемого времени относительно UTC составляет +3:00.

## Население
Население посёлка Петровский в 2011 году составляло 71 человек.

### Национальный состав
Согласно результатам переписи 2002 года, в национальной структуре населения чуваши составляли 95 % из 91 чел.